# Chamita (Nuevo México)
Chamita es un lugar designado por el censo ubicado en el condado de Río Arriba en el estado estadounidense de Nuevo México. En el Censo de 2010 tenía una población de 870 habitantes y una densidad poblacional de 86,09 personas por km².

## Geografía
Chamita se encuentra ubicado en las coordenadas 36°4′16″N 106°5′50″O / 36.07111, -106.09722. Según la Oficina del Censo de los Estados Unidos, Chamita tiene una superficie total de 10.11 km², de la cual 9.97 km² corresponden a tierra firme y (1.31%) 0.13 km² es agua.

## Demografía
Según el censo de 2010, había 870 personas residiendo en Chamita. La densidad de población era de 86,09 hab./km². De los 870 habitantes, Chamita estaba compuesto por el 14.02% blancos, el 0.34% eran afroamericanos, el 11.26% eran amerindios, el 0% eran asiáticos, el 0% eran isleños del Pacífico, el 70% eran de otras razas y el 4.37% pertenecían a dos o más razas. Del total de la población el 83.56% eran hispanos o latinos de cualquier raza.